# Reliktowiec górski
Reliktowiec górski (Moho nobilis) w jęz. hawajskim Hawaiʻi ʻŌʻō lub ʻŌʻō – gatunek wymarłego ptaka z rodziny reliktowców (Mohoidae), wcześniej zaliczany do miodojadów (Meliphagidae). Występował endemicznie na Hawajach.
Gatunek znany tylko z największej wyspy archipelagu – Hawaiʻi, jednak mógł występować także na sąsiednich wyspach.
Dorosły osobnik mierzył ok. 32 cm. Długość skrzydeł wynosiła ok. 110–115 mm. Ogon mierzył ok. 19 cm. Upierzenie błyszczące, czarne z brązowym cieniowaniem na brzuchu. Charakterystyczne żółte pióra na skrzydłach oraz na spodniej stronie skrzydeł, niewidoczne, kiedy skrzydło jest zamknięte.
Zamieszkiwał gęsty las wyspowy. Żywił się nektarem roślin z rodziny lobeliowatych, głównie z gatunku Metrosideros polymorpha.
Gatunek po raz pierwszy opisany w 1786 r. przez niemieckiego naturalistę Blasiusa Merrema na podstawie okazu przekazanego do Muzeum Uniwersyteckiego w Getyndze (Niemcy) przez króla Wielkiej Brytanii, Jerzego III. Jeden okaz został nabyty w 1819 r. przez Lorda Stanleya na aukcji Williama Bullocka i znajduje się obecnie w Muzeum w Liverpoolu. Kolejne dwa okazy (oznaczone: RMNH 110.044 i RMNH 110.045) znajdują się w Narodowym Muzeum Historii Naturalnej „Naturalis” w Lejdzie (Holandia). Co najmniej jeden okaz trafił także do Muzeum Leverianum (kolekcja Sir Ashtona Levera).
Reliktowiec górski był obiektem częstych polowań. Jego efektowne upierzenie używane było do robienia królewskich szat i peleryn. Ostatni raz zebrany (lub schwytany) w 1898 r., ostatni raz słyszany w 1934 r. na stokach wulkanu Mauna Loa.
Gatunek wymarł przypuszczalnie wskutek polowania dla cennych piór, utraty środowiska naturalnego i chorób przywleczonych na wyspę przez inwazyjne gatunki obce.
Lokalna nazwa wulkanu Puʻu ʻŌʻō (na wyspie Hawaiʻi) jest często tłumaczona, jako „Wzgórze ptaka ʻŌʻō”, które nawiązuje do Moho nobilis.